# Pritchardia schattaueri
Espèce
Statut de conservation UICN

 CR A1ce+2ce, B1+2abcde, D : 
En danger critique
 (1998 - needs updating) 
Pritchardia schattaueri est une espèce de plantes de la famille des Arecaceae. Cette espèce est endémique d'Hawaï.

## Publication originale
- Principes 29: 31. 1985.